# Kroústas (Lassíthi)
Kroústas, en grec moderne : Κρούστας, est un village du dème d'Ágios Nikólaos, dans le district régional de Lassíthi de la Crète, en Grèce. Selon le recensement de 2011, la population de Kroústas compte 476 habitants. 
D'une superficie de 30 481 km2, il est construit à une altitude de 540 m. Il est situé à proximité de 
Kritsá et à une distance de 13 km d'Ágios Nikólaos.

## Source de la traduction
- (el) Cet article est partiellement ou en totalité issu de l’article de Wikipédia en grec moderne intitulé « Κρούστας Λασιθίου » (voir la liste des auteurs).